# Mountain Springs
Mountain Springs è una comunità non incorporata della contea di Clark nel Nevada meridionale. È situata sul Mountain Springs Summit, il passo sulle Spring Mountains attraverso il quale l'Highway 160 collega Las Vegas e Pahrump. Gli edifici pubblici sono una caserma dei pompieri e un saloon.

## Storia
Nella primavera del 1844, la spedizione di John C. Frémont scoprì la rotta di scorciatoia del Fremont Cutoff, tra le Resting Springs e il fiume Virgin. Il Mountain Springs Summit è stato il valico di montagna preso da questo itinerario sulle Spring Mountains tra la Pahrump Valley e le Las Vegas Springs nell'area metropolitana di Las Vegas sull'Old Spanish Trail. Dopo il 1848 fu seguito da carri sulla Mormon Road, viaggiando tra la California meridionale e Salt Lake City, nello Utah. La vetta prese il nome dalle vicine Mountain Springs, un luogo di abbeveraggio e campeggio in cima al passo della sorgente.